# Закони логіки
Закони логіки — це внутрішній, неминучий, сутнісний зв'язок між думками. (Конкретне мислення людини відбувається не хаотично, а підлягає певним логічним законам.) Закони логіки це об'єктивні суттєві зв'язки між формами мислення.
Закони логіки допомагають будувати доведення та запобігають порушенню основних принципів мислення і ведення дискусії. Дотримання законів логіки створює послідовність і зв'язність, що, разом із дотриманням семантичної відповідності та етики спілкування, забезпечує комфортність мовного спілкування, бо учасники обопільно виконують певні правила, норми мовної поведінки.
Чотири основні закони логіки:
1. закон тотожності;
2. закон суперечності;
3. закон виключення третього;
4. закон достатньої підстави.

Три з основних законів сформулював Аристотель – закон тотожності, суперечності й виключення третього. Закон достатньої підстави сформулював Г.-В. Лейбніц, хоча такі ж думки висловлював і Б. Паскаль.

## Формально-логічні закони
Формально-логічні закони - це закони правильної побудови і зв'язку думки. Закони логіки виражають такі суттєві, загальні, неодмінні властивості мислення, як визначеність, несуперечність, послідовність і обґрунтованість.
Закони логіки як специфічні закони мислення нерозривно пов'язані із законами об'єктивного світу, узгоджуються з ними.
Закони логіки об'єктивні, вони не створені людським розумом, не продиктовані мисленню самим мисленням, як стверджує ідеалізм, а є відображенням закономірностей об'єктивного світу, проєкцією таких закономірностей на ідеалістичне полотно розуміння речей та причинно-наслідкових зв'язків між ними.
Виражаючи основні властивості мислення, закони логіки випливають з основи, з реального джерела в об'єктивних речах. Кожен логічний закон відображає певну рису дійсності, її властивості та відношення, має свій аналог і подобу в природі. Так, закон тотожності є відображенням якісної визначеності речей і явищ, а закон достатньої підстави відображає причинно-наслідковий зв'язок між предметами та явищами світу.
Закони логіки існують і діють незалежно від волі і бажання людей. Мислення людини стихійно підпорядковується законам логіки. Кожна людина, незалежно від того, знає вона про існування законів логіки чи ні, мислить відповідно до законів логіки.
Закони логіки є знаряддям пізнання дійсності, необхідною умовою руху мислення до адекватного відображення зовнішнього світу. Щоб мислення приводило нас до істини, воно має відповідати вимогам формально-логічних законів: закону тотожності, суперечності, виключеного третього та достатньої підстави.
Порушення вимог законів логіки призводить до того, що мислення стає неправильним, нелогічним. У практиці мислення трапляються різноспрямовані логічні помилки, пов'язані з порушенням вимог законів логіки: софізми, паралогізми та ін. Водночас, закони логіки не можуть забезпечити потреб творчого та мистецького мислення, а в галузі створення нового краще служать для розуміння, ніж для, власне, створення. Таким чином, в деяких сферах людського мислення порушення законів логіки є виправданим.

## Софізм
Софізм — це логічна помилка, допущена розмірковуючим навмисне. До софізмів вдаються ті, хто намагається ввести в оману, надати вигляд істинного за допомогою логічного виправдання. Найчастіше софістичні умовиводи будуються через порушення вимог закону тотожності. З цієї точки зору було надано негативне значення софістиці.

## Паралогізм
Паралогізм — це логічна помилка, допущена не навмисне, а, зазвичай, через незнання логічних правил.